# GE U18C
A GE U18C é uma locomotiva diesel-elétrica produzida pela GE a partir de 1956, sendo utilizada em países em desenvolvimento.
Foi projetada para linhas com restrições de gabarito e peso, típica de países em desenvolvimento. São capazes de operar em qualquer bitola, de 0,914 a 1,676m.

## Tipos
Foram produzidos nos seguintes modelos U18B, UD18B e U18C, sendo que esta última em duas fases distintas, Fase 1 - Nariz alto e Fase 2 - Nariz baixo.

## Tabela
| Modelo | Potência (HP) | Bitola (m)    | Fabricante       | Origem                  | Ano de Fabricação |
| ------ | ------------- | ------------- | ---------------- | ----------------------- | ----------------- |
| U18C   | 1820          | 0,914 a 1,676 | General Electric | Estados Unidos e Brasil | 1956 e 2001       |

## Proprietários Originais

### U18A1A
- A Indonésia comprou 59 locomotivas U18 com truques A1A entre 1977 e 1983 Tornando-se o único operador que opera este modelo.

### U18C
- As locomotivas compradas pela South African Railways foram com truques 1+C+C+1, com rodas guia.
- A GE do Brasil produziu locomotivas U18C para serem exportadas para a empresa Drummond Coal Ltd da Colombia entre os anos de 1994 e 2001.